# Fin de los tiempos

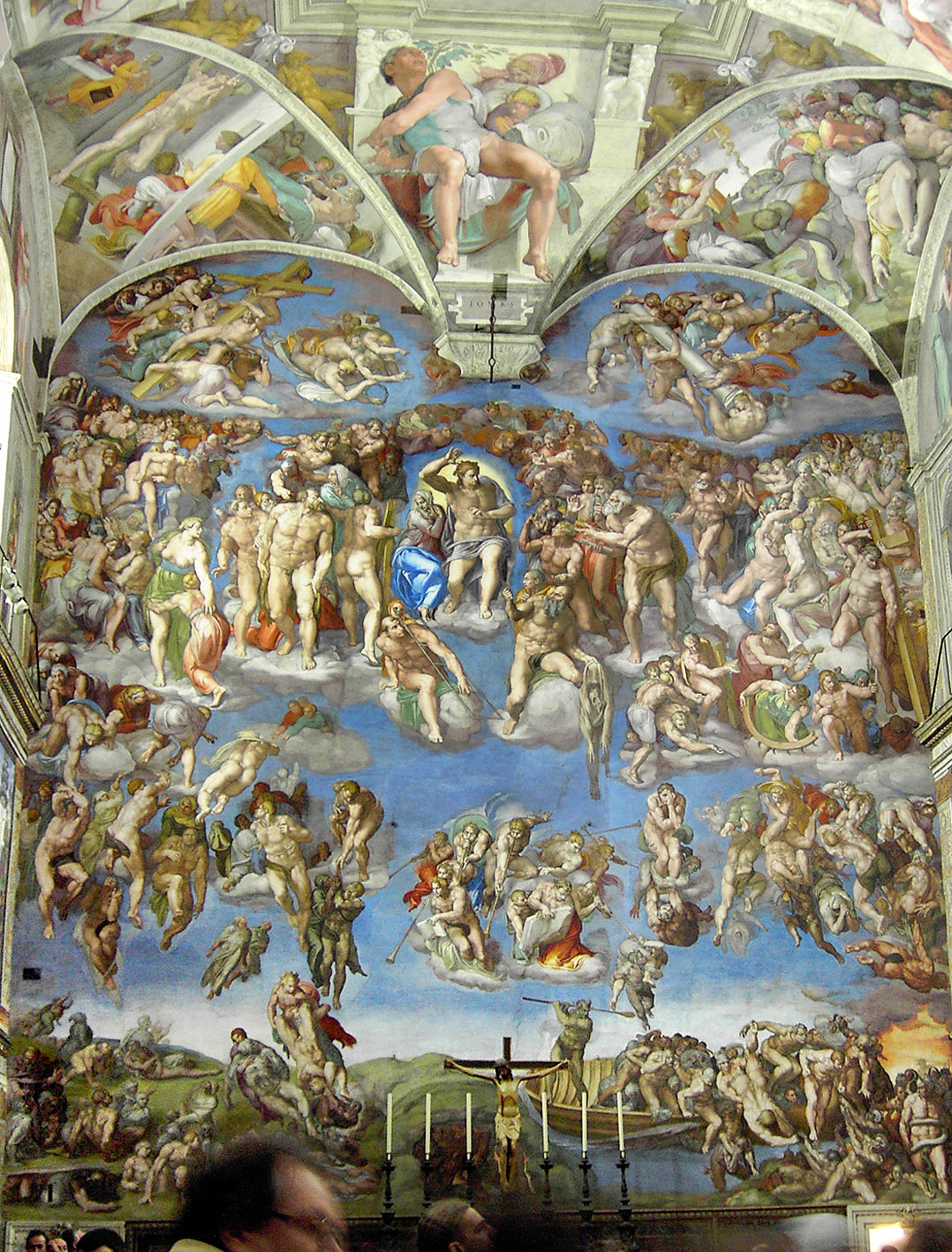
El Juicio Final en la Capilla Sixtina (mural de Miguel Ángel, 1537-1541)

Fin de los tiempos o eschaton es el momento futuro, previsto en distintas religiones con creencias escatológicas, en que el tiempo y el mundo llegará a su fin.
Las religiones abrahámicas o monoteístas mantienen una concepción lineal del tiempo histórico y la cosmología, en la que el escenario del fin de los tiempos supone una transformación espiritual vinculada a la redención. En el judaísmo el fin de los tiempos se relaciona con era mesiánica (la llegada del Mesías, la reunión de la diáspora, la resurrección de los justos (Techiyat hamaysim) y "el mundo por venir" (escatología judía). En el cristianismo se relaciona con la segunda venida de Cristo, que se enfrentará al Anticristo en una época de tribulaciones a la que seguirá el establecimiento del Reino de Dios, la resurrección de la carne y el Juicio Final; los acontecimientos profetizados en el Apocalipsis, que son objeto de diversas interpretaciones. San Pablo escribía en la Primera epístola a los corintios (siglo I d. C.) que el «fin de los tiempos» ya había llegado para los cristianos. En el islam, al día del juicio (Yawm al-Qiyāmah) precederá la aparición del Mahdi montado en un caballo blanco, que con la ayuda de Isa (Jesús) triunfará sobre el falso Mesías (Masih ad-Dajjal).
Otras religiones suelen tener concepciones más cíclicas, con escatologías caracterizadas por la decadencia, la redención y el renacimiento. En el hinduismo el final de los tiempos ocurrirá cuando Kalki, la encarnación final de Vishnu, descienda sobre un caballo blanco y ponga fin al actual  Kali Yuga. En el budismo se sigue la predicción de Buda, según la cual sus enseñanzas se olvidarán tras cinco mil años, a los que seguirá una época de confusión tras la que un bodhisattva llamado Maitreya redescubrirá las enseñanzas del dharma; la destrucción final del mundo llegará entonces, con el surgimiento de siete soles.
En la mitología nórdica la destrucción futura del mundo actual se denomina "crepúsculo de los dioses" (Ragnarök), tras el que el mundo resurgirá nuevo y fértil y será repoblado por los dos humanos supervivientes.
En el zoroastrismo se denomina Frashokereti.